# Euderces proximus
Euderces proximus là một loài bọ cánh cứng trong họ Cerambycidae.